# Paul Flandre
Pour les articles homonymes, voir Flandre.
Paul Flandres, né le 29 mars 1898 à Grébault-Mesnil et mort à Provins le 5 février 1978, est un militaire, ingénieur et résistant français, compagnon de la Libération. Vétéran de la Grande guerre, il devient ingénieur dans la colonie du Gabon où il est encore en poste lors du déclenchement de la seconde guerre mondiale. Décidant de se rallier à la France libre, il intègre la 2e division blindée du général Leclerc et participe aux combats en Afrique, à la bataille de Normandie, à la libération de Paris et à l'invasion de l'Allemagne.

## Biographie

### Jeunesse et engagement
Paul Flandres naît le 29 mars 1898 à Grébault-Mesnil, dans la Somme. Étudiant en droit, la première guerre mondiale interrompt ses études,. Incorporé dans l'armée le 17 avril 1917 et affecté au 102e régiment d'artillerie lourde, il est promu brigadier en septembre avant de passer au 111e régiment d'artillerie lourde en novembre. Il est promu maréchal des logis le 18 décembre 1917 puis, le 13 février 1918, il est muté au 101e régiment d'artillerie lourde avant d'être affecté au 104e régiment d'artillerie lourde le 1er mars. Le 30 juin 1918, il est envoyé à l'école militaire d'artillerie à Fontainebleau pour y suivre les cours d'élève-aspirant. Il en sort en novembre avec le grade d'aspirant et est muté au 4e régiment d'artillerie. Promu sous-lieutenant à titre temporaire en juin 1919, il est mis en congé de démobilisation le 28 mai 1920.

### Entre-deux-guerres
Promu lieutenant de réserve en 1921, il retourne dans la vie civile et reprend ses études en entrant à l'école spéciale des travaux publics d'où il sort en 1924 avec un diplôme d'ingénieur. En 1930, il s'installe en Afrique-Équatoriale française (AEF).

### Seconde Guerre mondiale
Résidant au Gabon, il est mobilisé le 2 septembre 1939 au bataillon de tirailleurs du Gabon. Ne partant pas combattre en métropole, il est affecté à la direction de l'artillerie de l'AEF puis détaché à l'annexe d'artillerie de Libreville le 1er avril 1940. Lors de la campagne du Gabon, il décide de se rallier à la France libre. Sous les ordres du lieutenant-colonel Parant, gouverneur du Gabon, il participe à la construction de batteries d'artillerie côtières. Promu capitaine le 1er mars 1941, il est envoyé deux mois plus tard au Congo et affecté à l'annexe d'artillerie de Pointe-Noire dont il prend le commandement en juin,. En octobre 1941, il est blessé par le dysfonctionnement d'une mitrailleuse et doit être amputé d'un doigt. Le 23 mars 1942, son engagement pour la France libre lui vaut d'être condamné à mort par contumace par le régime de Vichy, jugement qui sera annulée le 5 avril 1945. Désireux de combattre, il obtient d'être affecté à la colonne Leclerc à Bangui où il prend le commandement de la compagnie automobile no 5 (CA5). En octobre 1942, le capitaine Flandre et sa compagnie sont affectés au dépôt de guerre du Tchad à Fort-Lamy puis à partir du 25 décembre, il prend part à la guerre du désert en Libye. Après avoir participé aux combats du Fezzan et de Tripolitaine, il est engagé dans la campagne de Tunisie durant les premiers mois de l'année 1943,. Il se distingue notamment lors des combats de Ksar Ghilane puis lors de ceux de Bir Ghezene pour lesquels il reçoit une citation à l'ordre du corps d'armée le 9 mai 1943,. Promu chef d'escadron le 1er juin 1943, Paul Flandre devient en même temps chef du service auto de la 2e division française libre (2e DFL), nouvelle appellation de la colonne Leclerc qui avait déjà été renommée "Force L" en février 1943,.
Le 15 octobre 1943, la 2e DFL étant devenue la 2e division blindée (2e DB), Le commandant Flandre prend le commandement du groupe d'escadrons de réparation de la division (GER XV),. Déplacé à la frontière algero-marocaine avec la 2e DB en avril 1944, il embarque à Oran le 9 mai suivant en direction de l'Angleterre où il arrive le 27 mai. Après plusieurs mois de préparation au débarquement de Normandie, il débarque le 4 août 1944 à Grandcamp-Maisy et prend part à la bataille de Normandie. Il participe ensuite à la libération de Paris puis à la campagne des Vosges de septembre à novembre 1944. Après la bataille d'Alsace de novembre 1944 à février 1945, il bénéficie avec la division de deux mois de répit à Châteauroux avec de s'engager dans l'invasion de l'Allemagne à partir d'avril 1945. Il suit l'avancée de la 2e DB jusqu'à Berchtesgaden où il apprend la fin de la guerre,. Le 20 mai 1945, pour son engagement dans la France libre et pour son eficacité dans ses missions d'entretien et de logistique au service de la 2e DB, Paul Flandre reçoit une citation du général Leclerc et est fait chevalier de la Légion d'honneur. De retour en France à la fin du mois de mai, il est détaché au service régional du matériel de Paris puis au dépôt central des forces françaises libres avant d'être démobilisé le 1er octobre 1945.

### Après-guerre
Après le conflit, Paul Flandre retourne au Gabon et dirige une exploitation forestière à Libreville où il est également administrateur de sociétés. Engagé en politique, il devient président du grand conseil de l'Afrique-Équatoriale française, député et ministre des finances du Gabon.
Paul Flandre meurt le 5 février 1978 à Provins et est inhumé dans son village natal.

## Décorations
|  |  |  |
|  |  |  |
|  |  |  |
|  |  |  |

| Commandeur de la Légion d'honneur                     | Commandeur de la Légion d'honneur                  | Commandeur de la Légion d'honneur                  | Compagnon de la Libération                                                 | Compagnon de la Libération                                                 | Compagnon de la Libération                                                 | Croix de guerre 1939-1945 (Avec une palme et une étoile de vermeil) | Croix de guerre 1939-1945 (Avec une palme et une étoile de vermeil) | Croix de guerre 1939-1945 (Avec une palme et une étoile de vermeil) |
| Médaille de la Résistance française (Avec rosette)    | Médaille de la Résistance française (Avec rosette) | Médaille de la Résistance française (Avec rosette) | Médaille coloniale (Avec agrafes "Fezzan", "Fezzan-Tripolitaine" et "AFN") | Médaille coloniale (Avec agrafes "Fezzan", "Fezzan-Tripolitaine" et "AFN") | Médaille coloniale (Avec agrafes "Fezzan", "Fezzan-Tripolitaine" et "AFN") | Médaille de la Victoire                                             | Médaille de la Victoire                                             | Médaille de la Victoire                                             |
| Médaille commémorative de la guerre 1914-1918         | Médaille commémorative de la guerre 1914-1918      | Médaille commémorative de la guerre 1914-1918      | Legion of Merit (États-Unis)                                               | Legion of Merit (États-Unis)                                               | Legion of Merit (États-Unis)                                               | Commandeur du Nichan Iftikhar (Tunisie)                             | Commandeur du Nichan Iftikhar (Tunisie)                             | Commandeur du Nichan Iftikhar (Tunisie)                             |
| Commandeur de l'Ordre de l'Étoile équatoriale (Gabon) |                                                    |                                                    |                                                                            |                                                                            |                                                                            |                                                                     |                                                                     |                                                                     |